# DOM (Boden)
DOM ist eine Abkürzung für die gelöste organische Substanz im Boden (englisch: dissolved organic matter). Laut Definition muss die Molekülgröße unter 0,45 µm liegen, ansonsten handelt es sich um sogenannte partikuläre organische Substanz. Man unterscheidet gelösten organischen Kohlenstoff (DOC, dissolved organic carbon), gelösten organischen Stickstoff (DON), gelösten organischen Phosphor (DOP) und gelösten organischen Schwefel (DOS). Die DOM ist zum größten Teil in der organischen Auflage, insbesondere im Oh-Horizont, lokalisiert. Etwa 10 bis 30 % gelangen in den Mineralboden, bzw. werden dort gebildet.

## Bestandteile
Die DOM besteht aus Humin- und Fulvosäuren, als Hauptbestandteilen, sowie aus Aminosäuren, Kohlenhydraten, Fettsäuren. Außerdem zählt man organische Metallkomplexe und Ton-Humus-Komplexe dazu, soweit diese kleiner als 0,45 µm sind. Lebende Bestandteile der DOM sind Viren. Mikroorganismen sind meist zu groß und spielen deshalb keine Rolle.

## Gewinnung
Die DOM kann grundsätzlich auf zwei Arten gewonnen werden, über Extraktionsverfahren und Lysimeter bzw. Saugkerzen. Bei einer Extraktion im Labor gewinnt man eine Gleichgewichtslösung, mit Lysimetern/Saugkerzen die gesamte Bodenlösung. Je nach Verfahren ergibt sich eine DOM unterschiedlicher Qualität und Quantität.

## Genese
Durch (mikro-)biologische Aktivität wird zunächst aus den festen organischen Substanz die potentielle DOM gebildet. Löst sich diese dann durch hydrologische bzw. physikochemische Prozesse, entsteht die DOM.

### Einflussfaktoren
Es existieren vielfältige Faktoren, die Einfluss auf die DOM-Bildung nehmen:
- pH-Wert: Durch einen hohen pH-Wert wird die DOM-Bildung unterstützt, da die Hydrophilie durch eine höhere OH−-Dissoziationsgrad steigt.
- Metallionen: Mehr Metallionen führen zu einer vermehrten Komplexierung verbunden mit Ausfällungen und damit weniger DOM.
- Temperatur: Mit steigender Temperatur erhöht sich die DOM-Bildung, weil die Löslichkeit und die mikrobielle Aktivität steigt.
- Wassergehalt/-fluss: Durch höheren Wassergehalt und stärkeren Fluss kann mehr organische Substanz (potentielle DOM) gelöst werden.
- Temperatur- und Feuchtedynamik: Sowohl Frost-Auftau-, als auch Austrocknungs-Wiederbefeuchtungs-Zyklen erhöhen die Verfügbarkeit organischer Substanz (Aggregatzerstörung, tote mikrobielle Biomasse) und verstärken damit die DOM-Bildung.

Weiterhin können z. B. das Kohlenstoff-Stickstoff-Verhältnis, das Redoxpotential oder die Ionenstärke die Bildung gelöster organischer Substanz beeinflussen.

## Quellen und Senken im Boden

Quellen und Senken der gelösten organischen Substanz in Böden